# Stelzlmühle
Stelzlmühle ist ein Ortsteil der Stadt Pfreimd im Oberpfälzer Landkreis Schwandorf (Bayern).

## Geografie
Stelzlmühle liegt am Stelzlmühlbach 4,5 Kilometer südöstlich von Pfreimd. Südöstlich der Stelzlmühle erhebt sich der 545 Meter hohe Götzenberg. Der Stelzlmühlbach fließt in Richtung Nordwesten der Pfreimd zu, in die er bei Oberpfreimd mündet. Westlich der Stelzlmuhle bildet der Stelzlmühlbach ein enges Durchbruchstal, das den Namen Rote Leite trägt. Von Stelzlmühle aus führt ein örtlicher Wanderweg am Nord-, später Nordosthang dieses Tales entlang bis nach Pfreimd.

## Geschichte
In einem Rechenschaftsbericht aus dem Jahr 1718 wurde erwähnt, dass eine Frau Rabensteiner 1663 die Stelzlmühle (auch: Stelzenmühl, Stelzenmühle, Stölzmühl, Gäzlmühl, Stelzenmühlhöfl, Stelzmühle) gekauft habe.
Im Häuser- und Rustikalsteuerkataster von 1808 war die Stelzlmühle mit einem Anwesen und einem Nebenhäusl aufgeführt. Als Besitzer wurde Georg Jacob Stahl genannt.
1808 begann in Folge des Organischen Ediktes des Innenministers Maximilian von Montgelas in Bayern die Bildung von Gemeinden. Dabei wurde das Landgericht Nabburg zunächst in landgerichtische Obmannschaften geteilt. Stelzlmühle kam zur Obmannschaft Hohentreswitz. Zur Obmannschaft Hohentreswitz gehörten: Hohentreswitz, Söllitz, Stein, Gnötzendorf, Oberpfreimd, Weihern, Rappenberg, Löffelsberg, Aspachmühle, Stelzlmühle und die „Stadt Pfreimd mit den unmittelbar ämtischen Untertanen“.
Dann wurden 1811 in Bayern Steuerdistrikte gebildet. Dabei kam Stelzlmühle zum Steuerdistrikt Hohentreswitz. Der Steuerdistrikt Hohentreswitz bestand aus den Dörfern Hohentreswitz mit dem von Kargschen Schloss und Rappenberg, dem Weiler Löffelsberg, den Einöden Aspachmühle, Stelzlmühle und Götzenmühle und der Waldung Rappenberger Höllengrund. Er hatte 46 Häuser, 305 Seelen, 200 Morgen Äcker, 35 Morgen Wiesen, 50 Morgen Holz, 1 Weiher, 25 Morgen öde Gründe und Wege, 1 Pferd, 80 Ochsen, 40 Kühe, 30 Stück Jungvieh, 40 Schafe und 15 Schweine.
Schließlich wurde 1818 mit dem Zweiten Gemeindeedikt die übertriebene Zentralisierung weitgehend rückgängig gemacht und es wurden relativ selbständige Landgemeinden mit eigenem Vermögen gebildet, über das sie frei verfügen konnten. Hierbei kam Stelzlmühle zur Ruralgemeinde Hohentreswitz. Die Gemeinde Hohentreswitz bestand aus den Ortschaften Hohentreswitz mit 42 Familien, Aspachmühle mit 1 Familie und Stelzlmühle mit 1 Familie. Die Gemeinde Hohentreswitz wurde 1978 in die Gemeinde Pfreimd eingegliedert.
Stelzlmühle gehört zur Nebenkirche Pamsendorf der Pfarrei Hohentreswitz. 1997 hatte Stelzlmühle einen Katholiken. Anfang des 21. Jahrhunderts wurde aus den Pfarreien Trausnitz, Hohentreswitz und Weihern die Pfarreiengemeinschaft Trausnitz mit Hohentreswitz und Weihern gebildet.

## Einwohnerentwicklung ab 1819
| Jahr | Einwohner | Gebäude |
| ---- | --------- | ------- |
| 1819 | 1 Familie | k. A.   |
| 1828 | 7         | 2       |
| 1838 | 14        | 2       |
| 1864 | 5         | 7       |
| 1875 | 6         | 7       |
| 1885 | 9         | 1       |
| 1900 | 5         | 1       |
| 1913 | 7         | 1       |

| Jahr | Einwohner | Gebäude |
| ---- | --------- | ------- |
| 1925 | 6         | 1       |
| 1950 | 5         | 1       |
| 1961 | 6         | 1       |
| 1964 | 6         | 1       |
| 1970 | 5         | k. A.   |
| 1987 | 1         | 1       |
| 2011 | 5         | k. A.   |